# بانک بارودا
بانک بارودا (به انگلیسی: Bank of Baroda) شرکت دولتی خدمات مالی و بانکداری هندی مستقر در وادودارا است، که مالک شبکه‌ای از ۴٫۱۷۲ شعبه بانک و ۲٫۰۰۰ دستگاه خودپرداز می‌باشد.
در تاریخ ۳۱ مارس ۲۰۱۳ بانک بارودا به‌عنوان دومین بانک بزرگ هندوستان، پس از بانک مرکزی هند شناخته شد. بخشی از سهام این بانک در بازار بورس اوراق بهادار بمبئی معامله می‌شود. در سال ۲۰۱۲ بانک بارودا در فهرست فوربز جهانی ۲۰۰۰ در رتبه ۷۱۵ از بزرگترین شرکت‌های جهان، قرار گرفت.